# Сабат-Свірська Марія Володимирівна
Марія Володимирівна Сабат-Свірська (22 березня 1895, Помонята, тепер Рогатинського району Івано-Франківської області — 6 квітня 1983, Рівне) — оперна і камерна співачка, ліричне сопрано. Конфідент радянських органів державної безпеки у 1940-х роках

## Життєпис
Народилась у селі Помонята. Вчилася у Музичному інституті ім. Лисенка у Львові та у Львівській консерваторії (у С. Козловської). 1926—1949 роках — у Польщі в Торунській опері і Варшавській опереті.
Похована в м. Рівному.
Батьки — Володимир Сабат (священик) та Євгенія Сабат (донька священика Йосипа Білинкевича з Рукомиша на Тернопіллі). Після Помонят родина 10 років жила в Нижньому Синьовидному Стрийського району. Тут отець Володимир вів велику просвітницьку роботу. Його дружина Євгенія лікувала селян гомеопатичними засобами, помагала породіллям. Лікар Раппопорт, що мав практику у Верхньому Синьовидному, часто доручав їй доглядати своїх хворих, консультувався з нею. Також Євгенія організовувала музичні вечори, ставила вистави, друкувалася у львівських виданнях.
Після встановлення радянської влади у Західній Україні у 1939 р. працювала у музичній редакції львівського обласного радіо. 
Перший чоловік, інженер Іван Свірський випадково загинув у перші дні війни. Другий чоловік, Михайло Мельник, у 1945 р. засуджений до 10 років таборів. З 1950 р. слід за сином-лікарем Зоряном переїхала до Рівного, де викладала у музичному училищі. Молодша сестра, Софія Сабат-Федорцева (1900–1988), з 1927 р. працювала в Українській РСР у театрі «Березіль», народна артистка УРСР (1946).